# Guarda (Portugal)
Guarda (portugiesisch für: Wache) ist eine Stadt (Cidade) in Portugal. Guarda liegt auf einem östlichen Ausläufer der Serra da Estrela etwa 337 km nordöstlich von Lissabon und ist die höchstgelegene Stadt (1056 m ü. NN) Portugals. Sie ist die namensgebende Hauptstadt des Distriktes Guarda. Guarda gehört zur Rede de Judiarias, der Vereinigung von Orten mit einer historisch bedeutenden jüdischen Gemeinde.

## Geschichte
Die keltiberischen Lusitanier lebten hier und widerstanden den römischen Invasoren lange, bis 139 v. Chr. der lustianische Anführer Viriatus durch eine List der Römer getötet wurde und der Widerstand zusammenbrach. Nach dem Zusammenbruch Roms war Guarda Teil des Westgotenreichs, in dem es seit dem 6. Jahrhundert Bischofssitz wurde. Nach dem Einfall der Mauren ab dem 8. Jahrhundert kam Guarda unter arabische Herrschaft, und wurde dem Verfall preisgegeben. Im Zuge der Reconquista erlangte das hochgelegene Guarda erstmals strategische Bedeutung. Es erhielt 1199 seine ersten Stadtrechte und wurde mit zeitgleicher Auflösung des Bistums von Idanha-a-Velha bedeutender Bischofssitz. Ein letztes Mal spielte Guarda eine bedeutende Rolle in der Geschichte Portugals als gewichtiger Verteidigungsposten gegen die Vereinnahmungsversuche des Königreich Kastiliens und der folgenden Revolution von 1383, die in der Schlacht von Aljubarrota die Unabhängigkeit Portugals sicherstellte.

## Kultur, Sport und Sehenswürdigkeiten

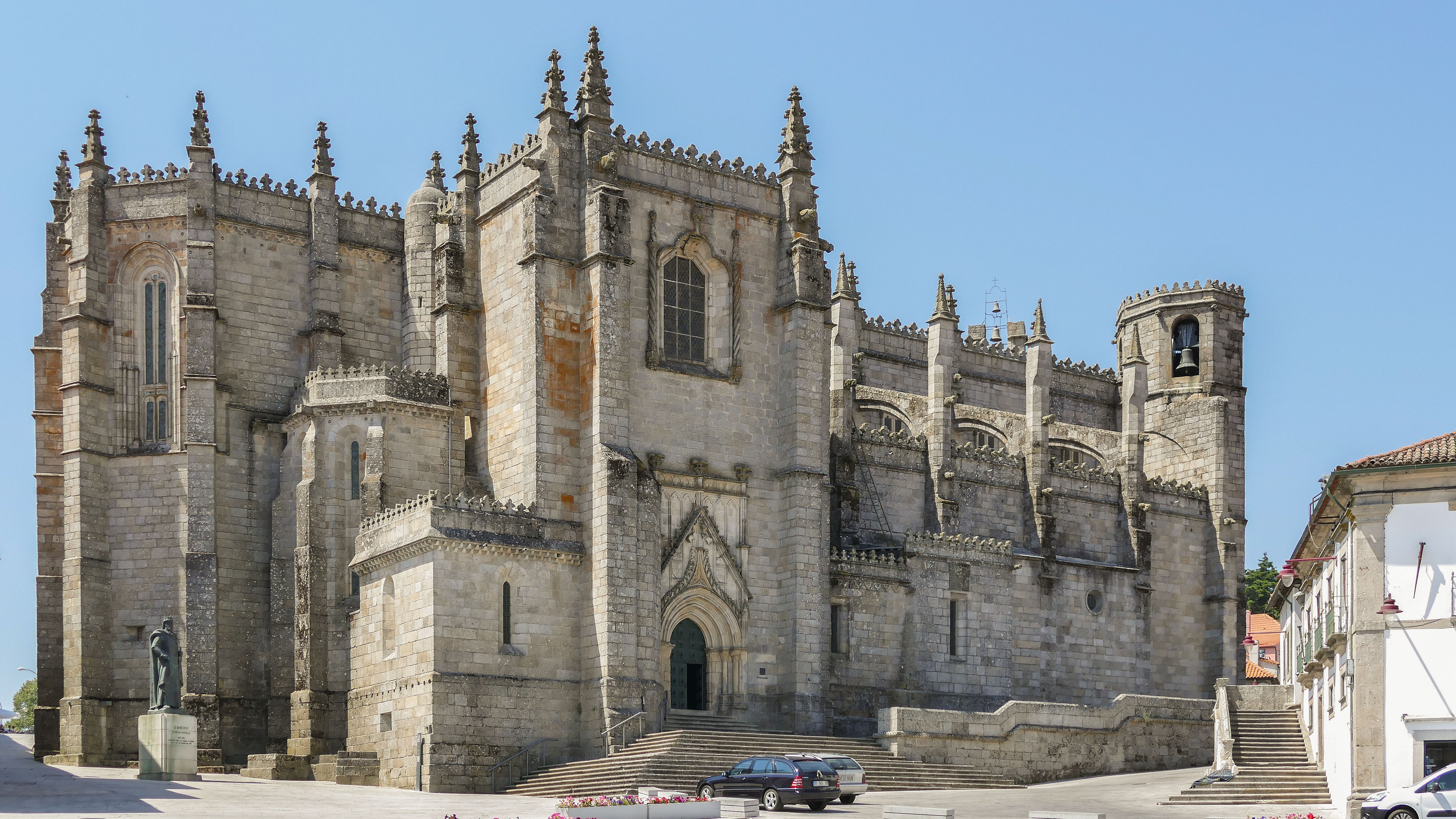
Die Kathedrale (Sé) von Guarda
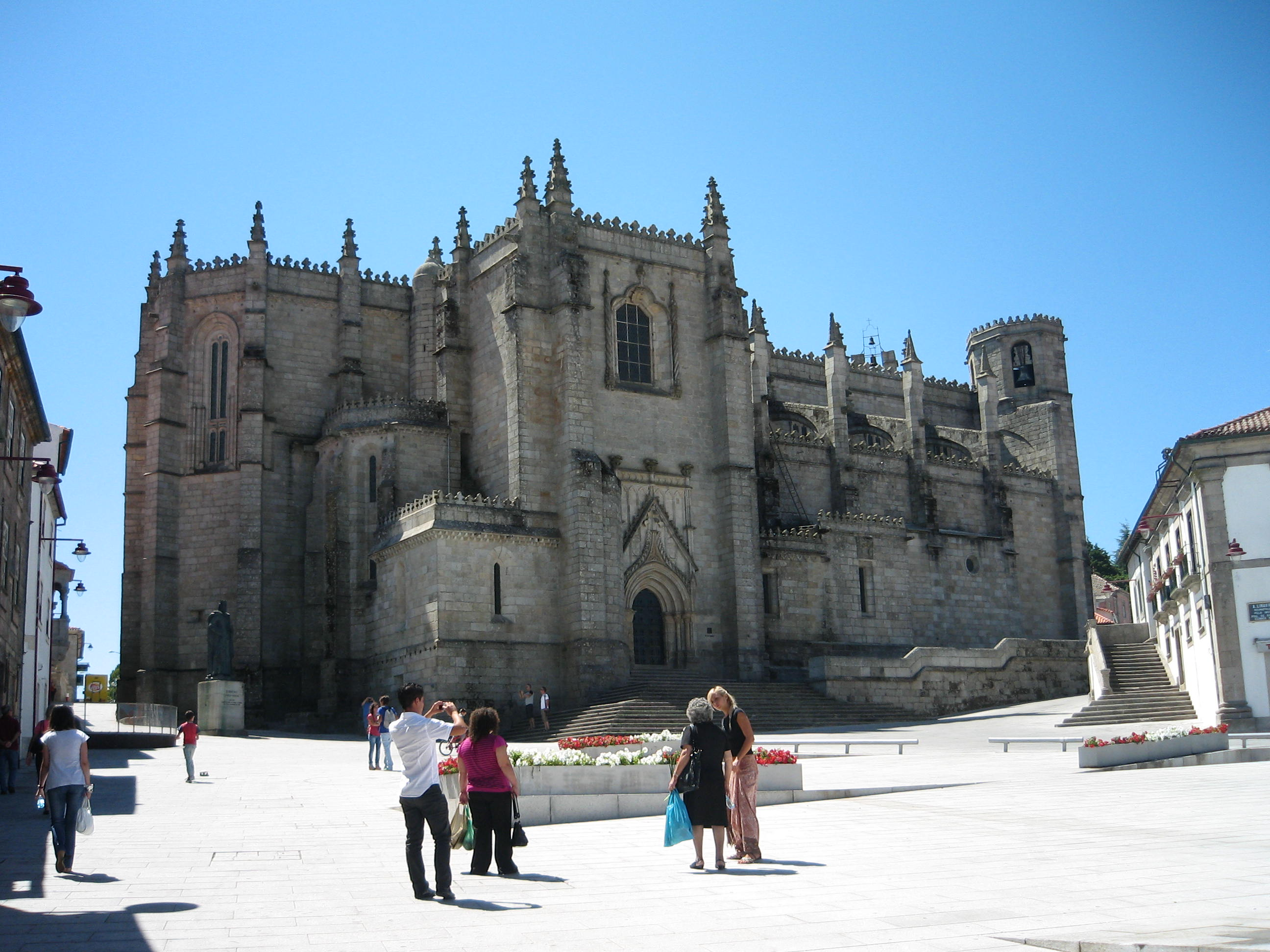
Die Kathedrale (Sé) von Guarda
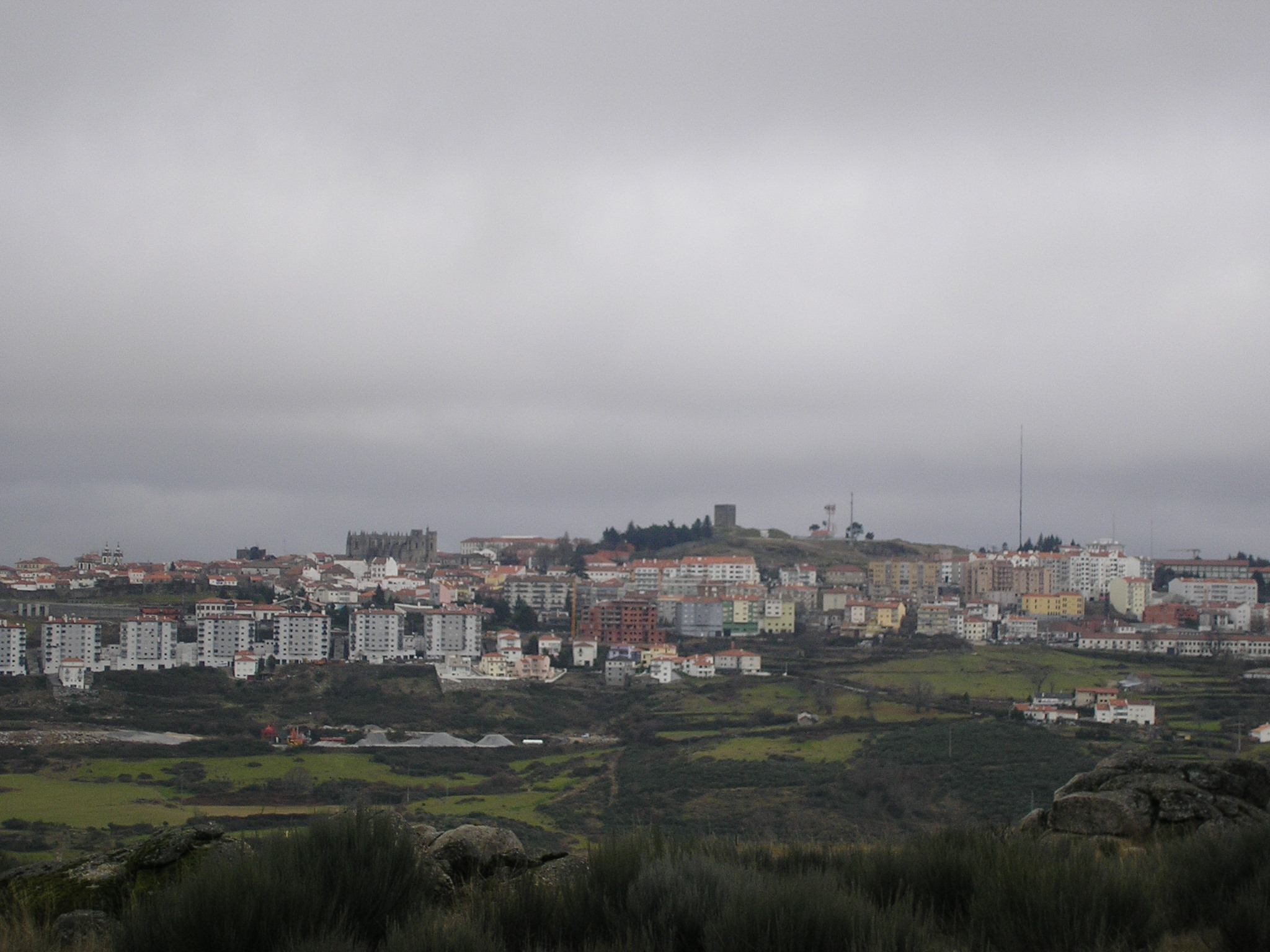
Blick auf Guarda in der Dämmerung
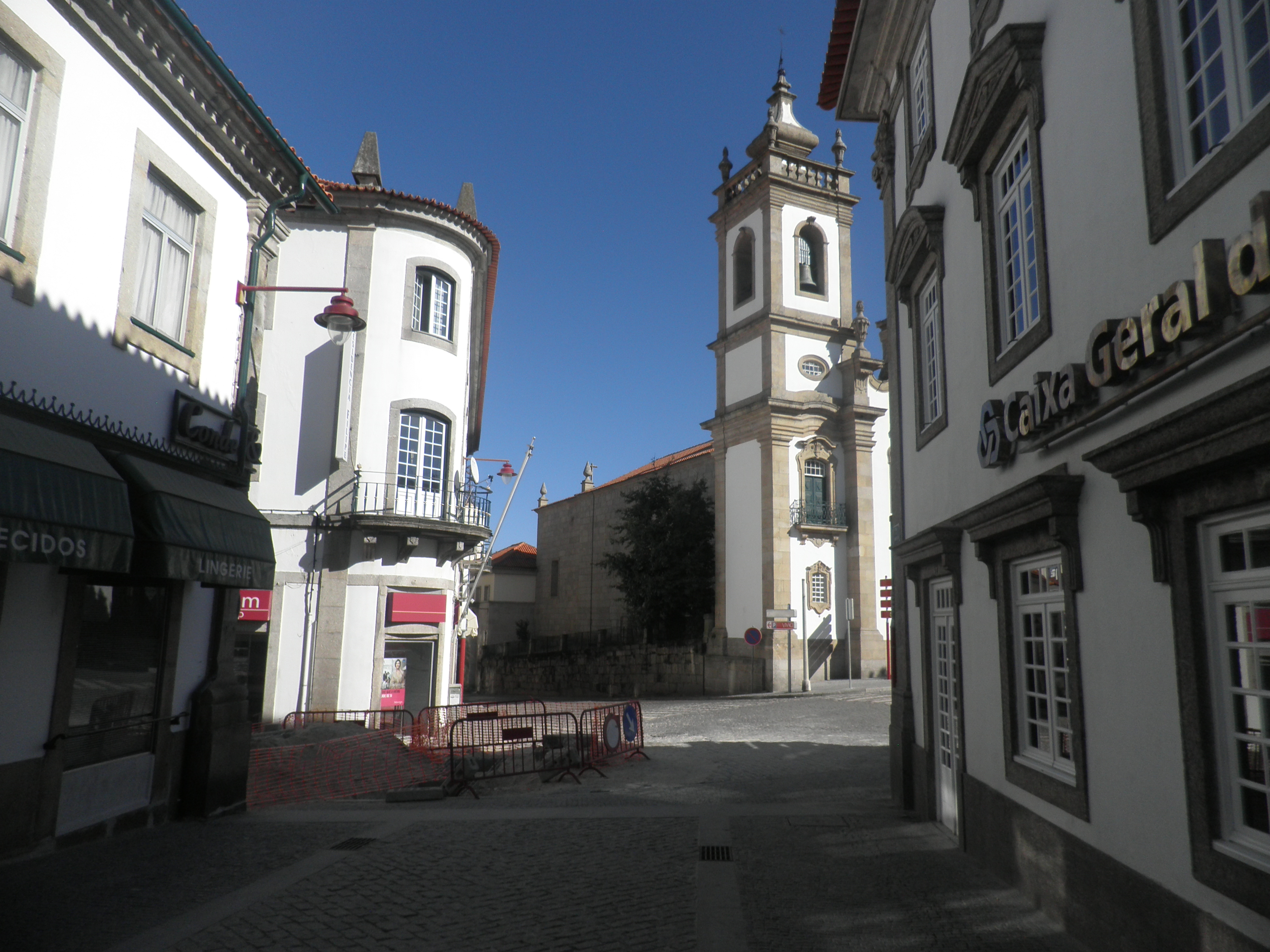
Die Kirche Igreja da Misericórdia in der Innenstadt
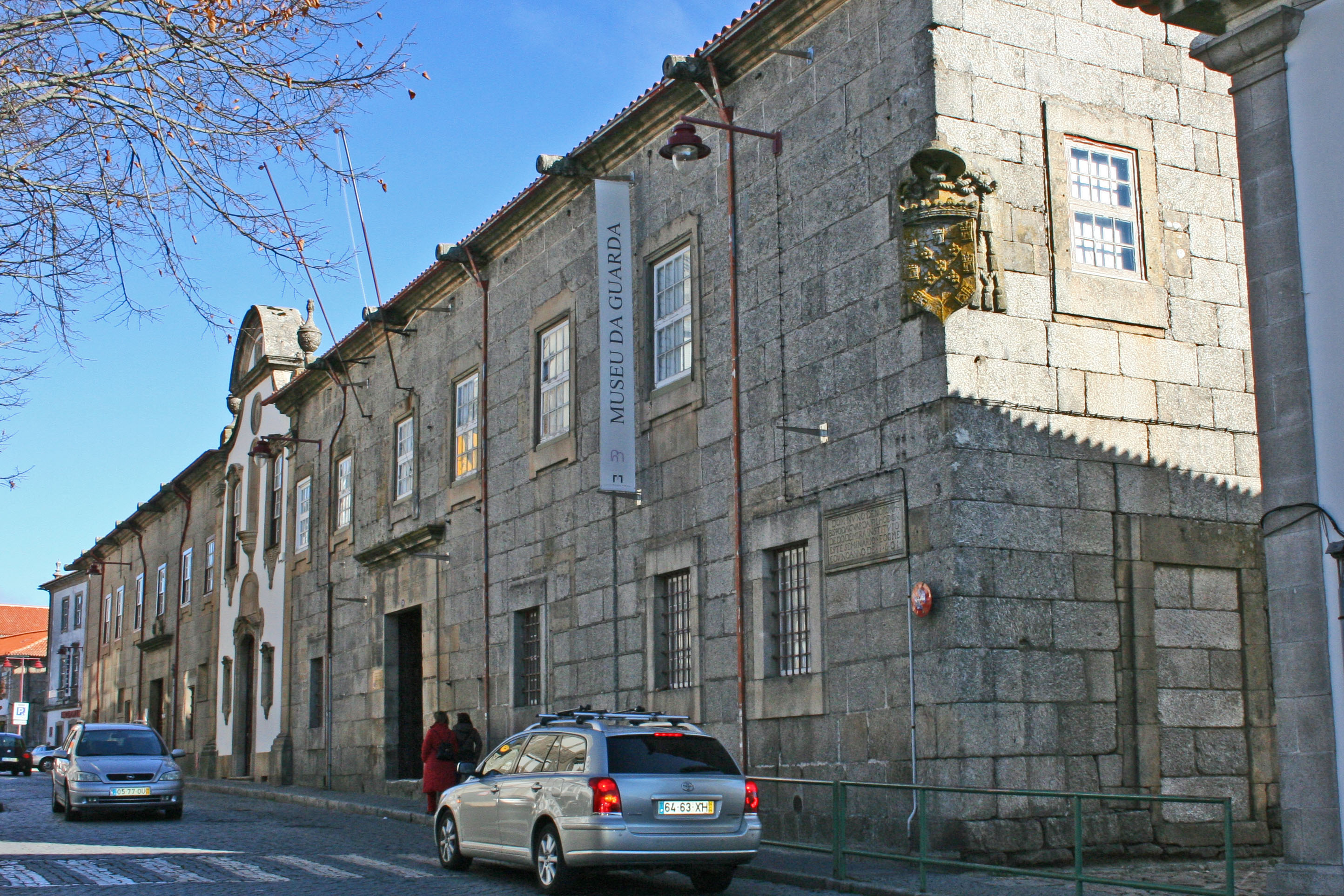
Ehemaliger Bischofssitz und Seminar (heute Stadtmuseum)
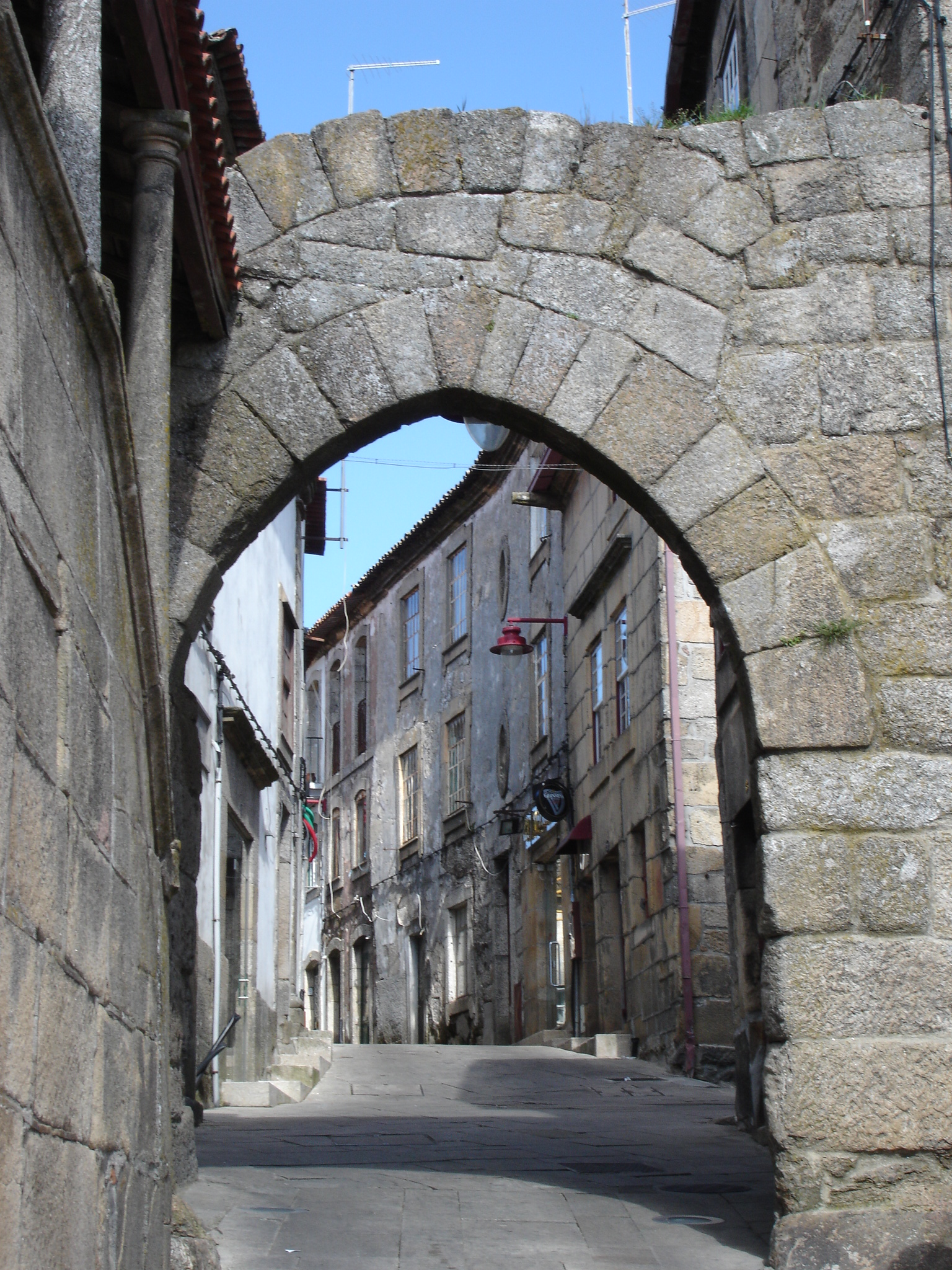
Tor der Stadtmauern in Guarda
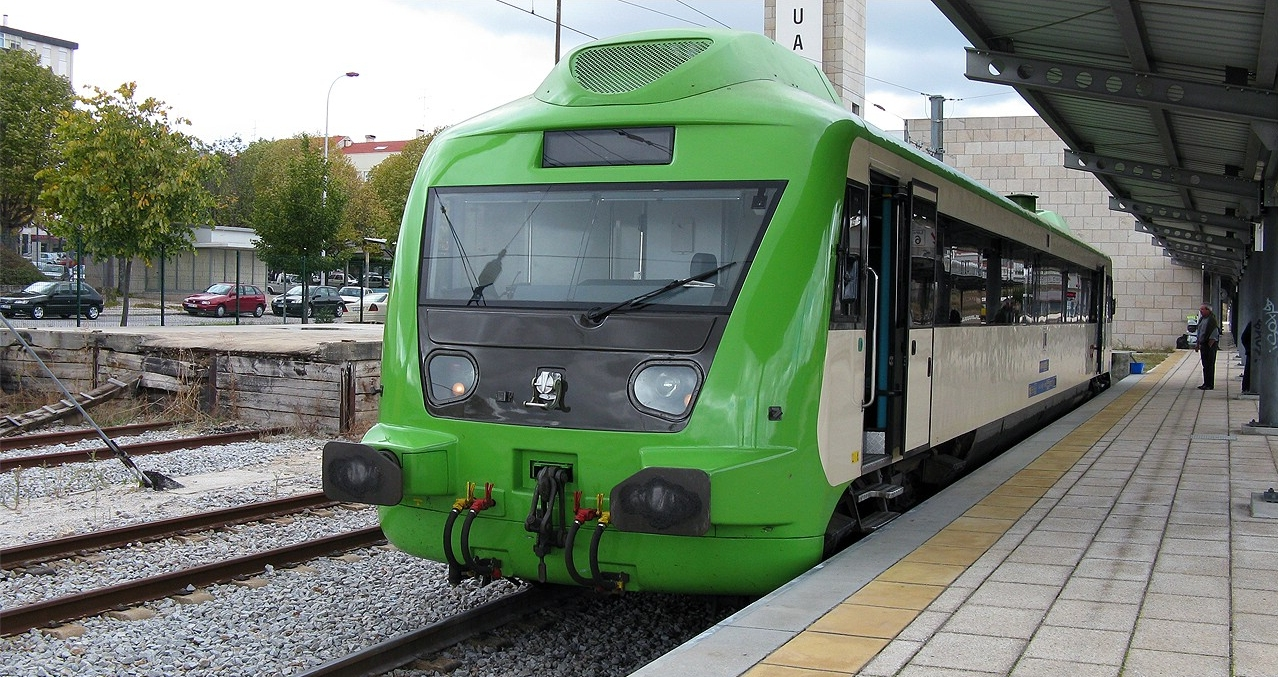
Regionalbahn im Bahnhof Guarda
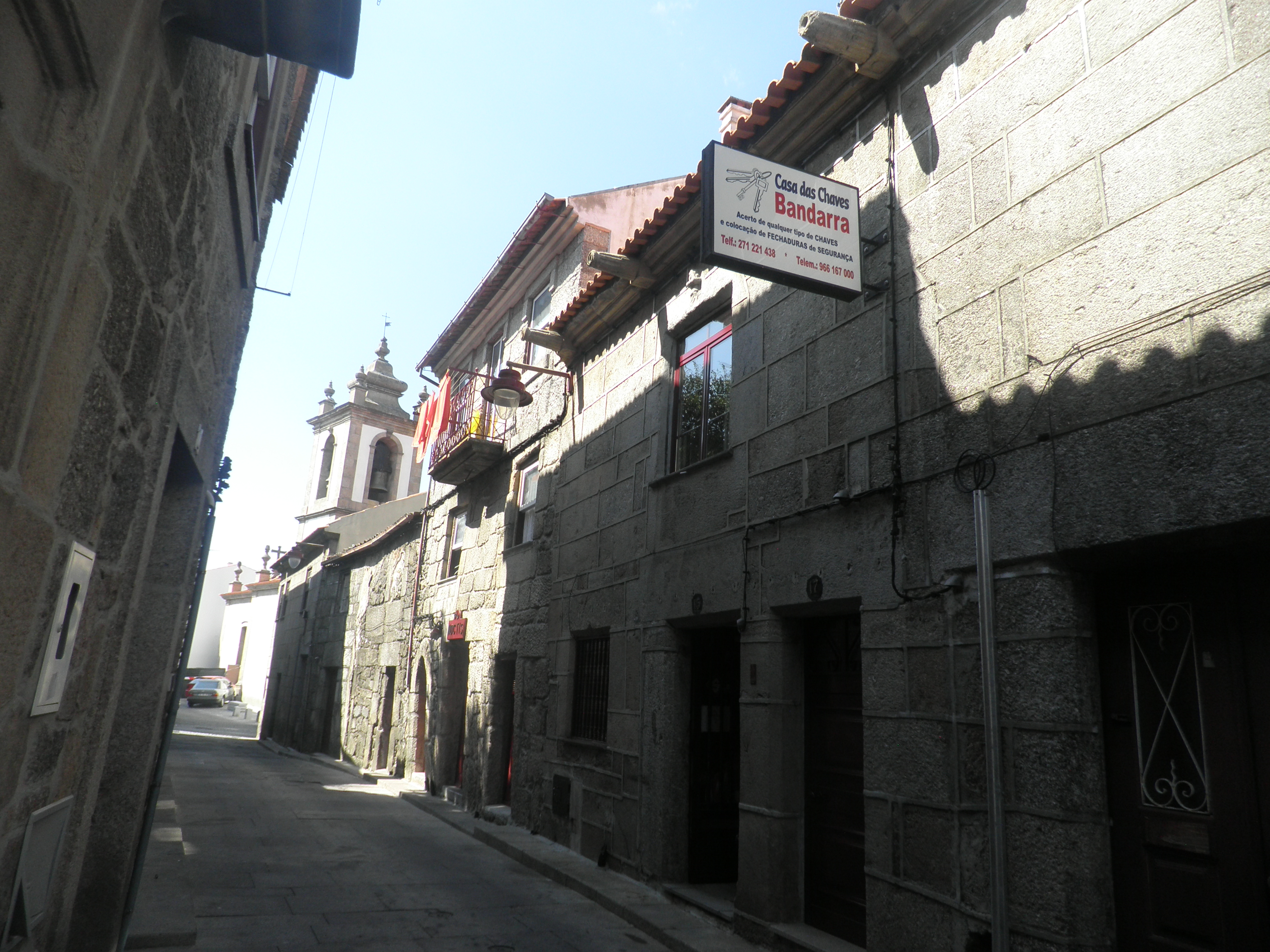
Gasse im historischen Ortskern
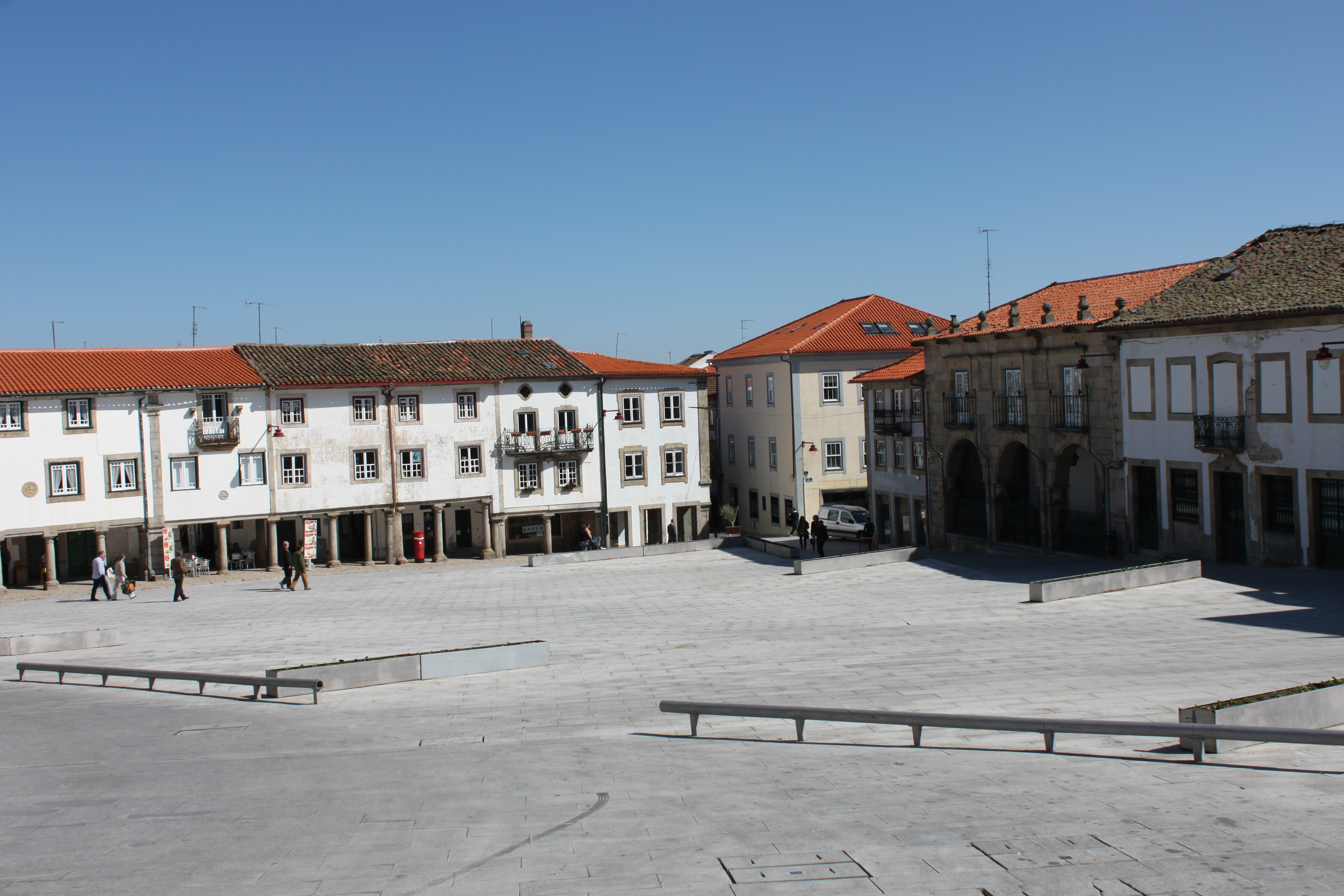
Platz Largo Luís de Camões, mit historischem Rathaus (rechts)
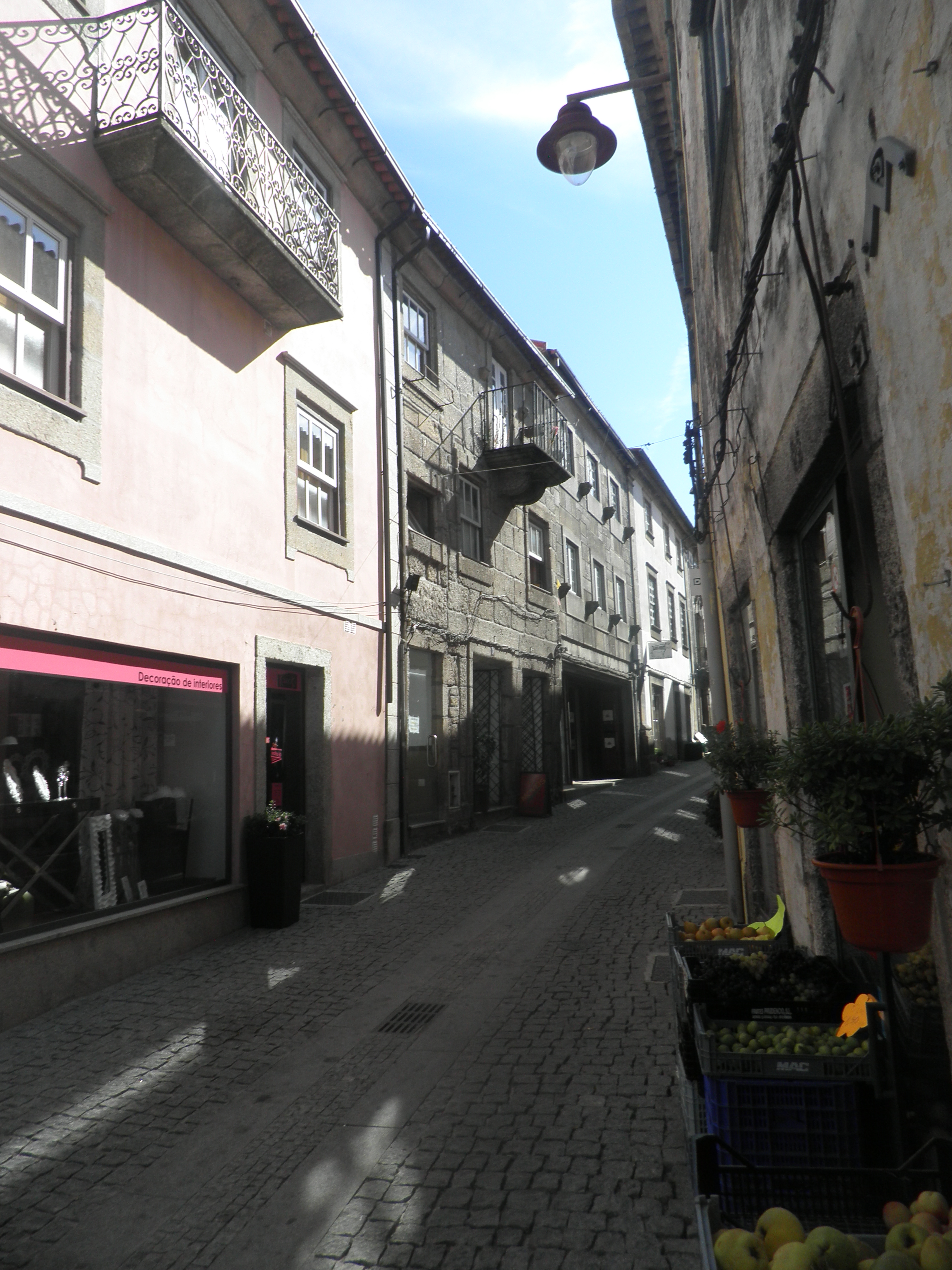
Gasse im historischen Ortskern

Zu den bedeutendsten Sehenswürdigkeiten zählen die 1374 erbaute und ab 1550 von Jean de Rouen umgestaltete und erweiterte Kathedrale von Guarda, die Stadtmauern und die Burg, der historische Ortskern, und zahlreiche Baudenkmäler. In Guarda ist aus Zeiten seiner bedeutenden jüdischen Gemeinde zudem noch eine – längst anderweitig genutzte – alte sephardische Synagoge im alten Judenviertel zu sehen.
Das Museum Museu de Tecelagem dos Meios widmet sich der Geschichte der regionalen handwerklichen Textilherstellung, und im ehemaligen Bischofspalast steht Besuchern mit dem Museu da Guarda das Regional- und Stadtmuseum offen, u. a. mit archäologischen Exponaten. Die städtische Bibliothek ist die Biblioteca Municipal Eduardo Lourenço, und das städtische Theater Teatro Municipal da Guarda ist neben Schauspielhaus auch ein Konzerthaus für Fado, Weltmusik, Jazz, Klassik und Kleinkunst.

## Verwaltung

### Kreis Guarda
Guarda ist Sitz eines gleichnamigen Distriktes und eines gleichnamigen Kreises. Die Nachbarkreise sind (im Uhrzeigersinn im Norden beginnend): Pinhel, Almeida, Sabugal, Belmonte, Covilhã, Manteigas, Gouveia sowie Celorico da Beira.
Mit der Gebietsreform im September 2013 wurden mehrere Gemeinden zu neuen Gemeinden zusammengefasst, sodass sich die Zahl der Gemeinden von zuvor 56 auf 44 verringerte.
Die folgenden Gemeinden (freguesias) liegen im Kreis Guarda:

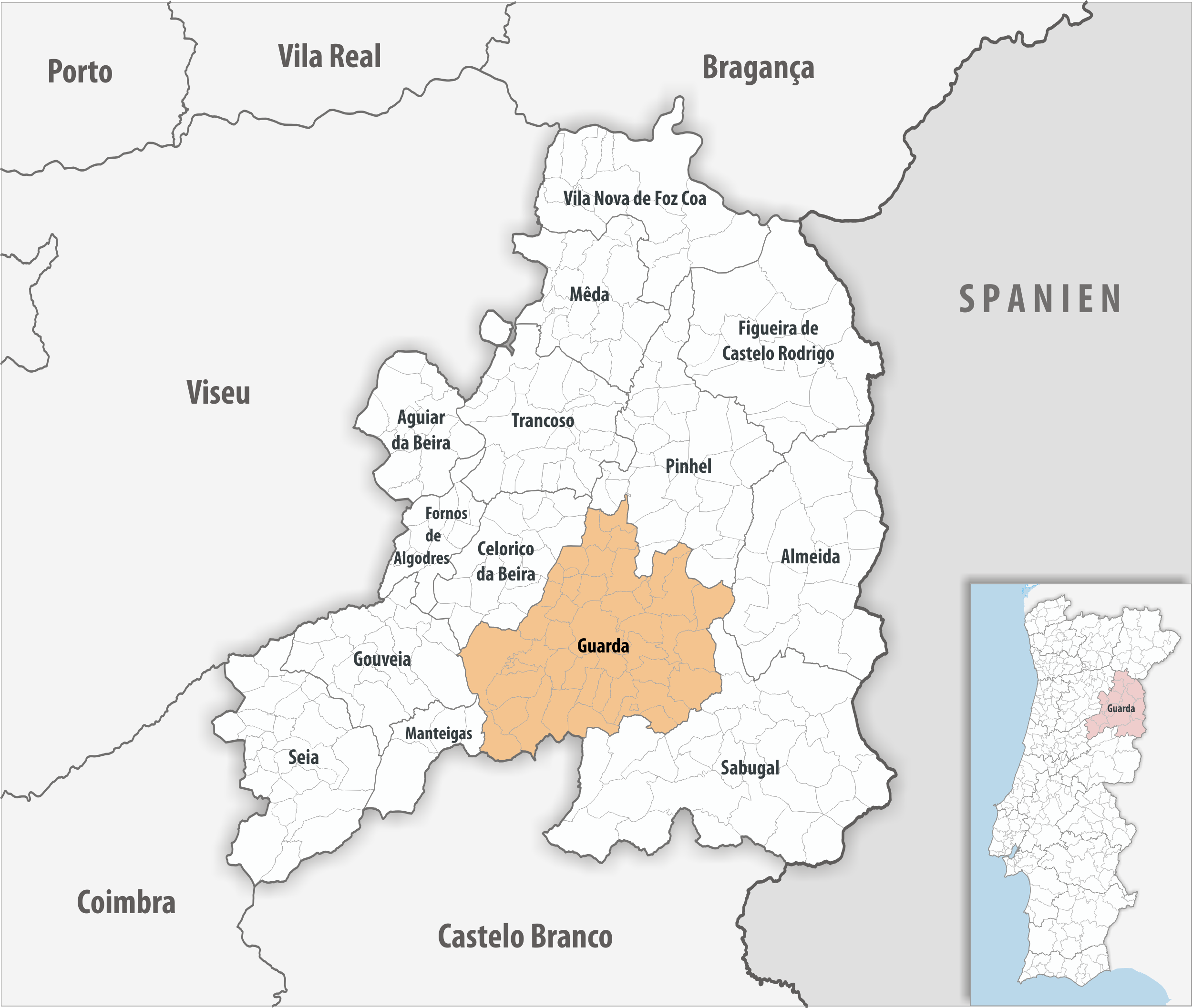
Kreis Guarda

| Gemeinde                            | Einwohner (2021) | Fläche km² | Dichte Einw./km² | LAU- Code |
| ----------------------------------- | ---------------- | ---------- | ---------------- | --------- |
| Adão                                | 258              | 28,32      | 9                | 090766    |
| Aldeia do Bispo                     | 198              | 13,17      | 15               | 090703    |
| Aldeia Viçosa                       | 267              | 7,44       | 36               | 090704    |
| Alvendre                            | 186              | 12,94      | 14               | 090705    |
| Arrifana                            | 555              | 15,82      | 35               | 090706    |
| Avelãs da Ribeira                   | 142              | 11,30      | 13               | 090708    |
| Avelãs de Ambom e Rocamondo         | 154              | 13,34      | 12               | 090761    |
| Benespera                           | 281              | 18,06      | 16               | 090709    |
| Casal de Cinza                      | 483              | 17,97      | 27               | 090711    |
| Castanheira                         | 298              | 24,64      | 12               | 090712    |
| Cavadoude                           | 243              | 6,65       | 37               | 090713    |
| Codesseiro                          | 160              | 9,62       | 17               | 090714    |
| Corujeira e Trinta                  | 408              | 12,47      | 33               | 090762    |
| Faia                                | 180              | 10,00      | 18               | 090716    |
| Famalicão                           | 458              | 16,02      | 29               | 090717    |
| Fernão Joanes                       | 186              | 25,06      | 7                | 090718    |
| Gonçalo                             | 960              | 27,10      | 35               | 090757    |
| Gonçalo Bocas                       | 204              | 6,44       | 32               | 090721    |
| Guarda                              | 26.441           | 37,66      | 702              | 090758    |
| Jarmelo São Miguel                  | 276              | 17,06      | 16               | 090759    |
| Jarmelo São Pedro                   | 276              | 31,08      | 9                | 090760    |
| João Antão                          | 126              | 8,78       | 14               | 090722    |
| Maçainhas                           | 977              | 12,20      | 80               | 090723    |
| Marmeleiros                         | 297              | 29,63      | 10               | 090724    |
| Meios                               | 150              | 4,83       | 31               | 090725    |
| Mizarela, Pêro Soares e Vila Soeiro | 200              | 14,02      | 14               | 090763    |
| Panóias de Cima                     | 568              | 11,39      | 50               | 090728    |
| Pega                                | 121              | 10,63      | 11               | 090729    |
| Pêra do Moço                        | 793              | 20,60      | 38               | 090730    |
| Porto da Carne                      | 338              | 1,98       | 170              | 090732    |
| Pousade e Albardo                   | 214              | 16,89      | 13               | 090764    |
| Ramela                              | 181              | 10,16      | 18               | 090734    |
| Rochoso e Monte Margarida           | 211              | 23,66      | 9                | 090765    |
| Santana da Azinha                   | 528              | 15,94      | 33               | 090738    |
| Sobral da Serra                     | 213              | 11,20      | 19               | 090744    |
| Vale de Estrela                     | 355              | 13,94      | 25               | 090746    |
| Valhelhas                           | 303              | 20,18      | 15               | 090747    |
| Vela                                | 423              | 21,00      | 20               | 090748    |
| Videmonte                           | 388              | 53,92      | 7                | 090749    |
| Vila Cortês do Mondego              | 283              | 4,38       | 65               | 090750    |
| Vila Fernando                       | 396              | 16,27      | 24               | 090751    |
| Vila Franca do Deão                 | 134              | 12,99      | 10               | 090752    |
| Vila Garcia                         | 304              | 15,33      | 20               | 090753    |
| Kreis Guarda                        | 40.117           | 712,08     | 56               | 0907      |

### Bevölkerungsentwicklung
| Einwohnerentwicklung des Kreises Guarda (1801–2008) | Einwohnerentwicklung des Kreises Guarda (1801–2008) | Einwohnerentwicklung des Kreises Guarda (1801–2008) | Einwohnerentwicklung des Kreises Guarda (1801–2008) | Einwohnerentwicklung des Kreises Guarda (1801–2008) | Einwohnerentwicklung des Kreises Guarda (1801–2008) | Einwohnerentwicklung des Kreises Guarda (1801–2008) | Einwohnerentwicklung des Kreises Guarda (1801–2008) | Einwohnerentwicklung des Kreises Guarda (1801–2008) |
| --------------------------------------------------- | --------------------------------------------------- | --------------------------------------------------- | --------------------------------------------------- | --------------------------------------------------- | --------------------------------------------------- | --------------------------------------------------- | --------------------------------------------------- | --------------------------------------------------- |
| 1801                                                | 1849                                                | 1900                                                | 1930                                                | 1950                                                | 1981                                                | 1991                                                | 2001                                                | 2011                                                |
| 17.287                                              | 21.771                                              | 38.800                                              | 43.283                                              | 48.994                                              | 40.360                                              | 38.765                                              | 44.084                                              | 42.541                                              |

### Städtepartnerschaften
- Spanien: Béjar (seit 1979)
- Israel: Safed (seit 1982)
- Vereinigte Staaten: Waterbury (seit 1984)
- Deutschland: Siegburg (seit 1985)
- Frankreich: Wattrelos (seit 1990)[10]

## Verkehr

### Eisenbahn
Der Bahnhof Guarda liegt an der Linha da Beira Alta und an der Linha da Beira Baixa und wird von Intercidades, von Regional-Zügen und anderen Linien der Comboios de Portugal angefahren. Mit dem Sud-Express war Guarda an das internationale Bahnnetz angeschlossen.

### Fernstraßen
Über die Autobahnen A23 und A25 ist Guarda an das landesweite Autobahnnetz angeschlossen. Die A25 als Europastraße 80 geht zudem ab Vilar Formoso in die spanische Autobahn A-62 über.

### Flugverkehr
Guarda hat keinen eigenen öffentlichen Flughafen, der nächste Flugplatz ist der Flughafen Viseu.

### Öffentlicher Nahverkehr
Die öffentliche Transportgesellschaft Transportes Urbanos da Guarda wird von der Stadtverwaltung (Câmara Municipal) in Zusammenarbeit mit der Rodoviária da Beira S. A. betrieben, einem Unternehmen der Transdev-Gruppe. Die Transportes Urbanos da Guarda decken das Stadtgebiet mit sechs Buslinien ab. Je nach Linie beginnen sie ihre Fahrten zwischen 6 und 8 Uhr morgens und fahren bis 18:00 bzw. nach 23:00 Uhr.

## Wirtschaft
Seit den 1960er Jahren existierten hier einige industrielle Großbetriebe, darunter ein Renault-Werk, Zulieferbetriebe der Automobilindustrie, und bedeutende Textilfabriken. Bis auf kleinere Industrieunternehmen sind die industriellen Großbetriebe inzwischen nicht mehr in Guarda präsent. Mit der Plataforma Logística da Guarda existiert ein überregional bedeutendes Logistikzentrum. In umliegenden Staudämmen wird Strom produziert. Zudem ist Guarda als Oberzentrum ein regional bedeutendes Handels- und Verwaltungszentrum. Fremdenverkehr hat an Bedeutung gewonnen, insbesondere der Turismo rural hat infolge des Programms der Aldeias Históricas de Portugal in den ländlichen Teilen des Distriktes zugelegt. Landwirtschaft ist weiterhin ein wichtiger wirtschaftlicher Faktor.

## Söhne und Töchter
- Rui de Pina (1440–1521), Chronist (Cronista-mor) und Diplomat
- José de Castro (1868–1929), Anwalt, Journalist und Politiker, Regierungschef 1915
- Carolina Beatriz Ângelo (1878–1911), Ärztin und Frauenrechtlerin
- Álvaro de Castro (1878–1928), Militär und Politiker, zweimaliger Regierungschef
- Lopo Cancela de Abreu (1913–1990), Arzt und Politiker, von 1968 bis 1970 Gesundheitsminister
- José Saraiva Martins (* 1932), Kurienkardinal
- Emanuel Couto (* 1973), Tennisspieler
- João Monteiro (* 1983), Tischtennisspieler, 2014 Europameister
- Beatriz Fonseca (* 1998), Fußballspielerin